# Dō-tschaschmī Hē
Dō-tschaschmī Hē (Urdu دوچشمی ہے; ھ) ist ein Buchstabe verschiedener erweiterter arabischer Alphabete. Die Form des Dō-tschaschmī Hē ist aus dem Hāʾ aus dem Alphabet des Arabischen abgeleitet, verwendet werden jedoch nur die Initial- und Medialform des Arabischen Hāʾ, die auch als isolierte bzw. finale Form fungieren, während die isolierte und finale Form des Hāʾ eine andere Funktion übernehmen.

## Verwendung
Im Urdu, Panjabi (Shahmukhi) und Sindhi bildet Dō-tschaschmī Hē zusammen mit bestimmten Konsonantenzeichen Digraphe und kennzeichnet die aspirierte Aussprache des Konsonanten. دھا [dʱɑː] ist im Urdu beispielsweise das aspirierte Gegenstütz zum nicht aspirierten دا [dɑː]. Ergänzend steht das Tschhotī Hē (ہ) für den stimmlosen glottalen Frikativ [h].
Im Gegensatz dazu steht das Zeichen ھ in den arabischen Alphabeten des Uigurischen, Kasachischen und Sorani für den stimmlosen glottalen Frikativ, während das ە als Vokalbuchstabe verwendet wird.